# Alte Utting
Koordinaten: 48° 7′ 11,8″ N, 11° 33′ 22,8″ O
Die Alte Utting ist ein ehemaliges Passagierschiff, welches sich in München-Sendling auf der ehemaligen Gleisanschlussbrücke zur Großmarkthalle befindet und als Gastronomiebetrieb, Kultur- und Partylocation dient. Bis zum Jahr 2016 verkehrte das Schiff im Liniendienst auf dem Ammersee.

## Geschichte

### Ausflugsschiff MS Utting (1950–2016)
Das Schiff wurde im Jahr 1950 gebaut und nach der Gemeinde Utting am Ammersee benannt. Das Schiff hatte eine Gesamtlänge von 36,4 Metern und eine Breite von 7,5 Metern. Es war zugelassen für den Transport von 400 Personen und verfügte über 100 Innenplätze. Wie die 1956 in Dienst gestellte Herrsching stammte die Utting von der Deggendorfer Werft und war ebenso wie diese bei der Auslieferung zu kopflastig und musste mit Zusatzballast im Heckbereich austariert werden.
Von 1950 an wurde die Utting regelmäßig in den Sommermonaten als Ausflugsschiff der Bayerischen Seenschifffahrt auf dem Ammersee eingesetzt. Nach 66 Betriebsjahren wurde das Schiff 2016 ausgemustert und durch ein neues Motorschiff der Lux-Werft ersetzt, welches im April 2017 in Stegen zur Endmontage ankam und im Juli 2017 ebenfalls auf den Namen Utting getauft wurde.

### Nutzung als Partyschiff (seit 2018)
Das Schiff wurde vom Münchner Kulturverein Wannda e.V. gekauft, der sich in der Stadt bereits mit anderen subkulturellen Projekten wie dem Club Bahnwärter Thiel oder dem Wannda Circus einen Namen gemacht hatten und mit Hilfe dieser bestehenden Veranstaltungsstätten das Schiffsprojekt finanzieren konnten. Am 21. und 22. Februar 2017 wurde der Schiffsrumpf und die Schiffsaufbauten vom Ammersee nach München transportiert. Dort wurde das 144 Tonnen schwere Schiff auf einer ehemaligen Eisenbahnbrücke in Sendling über der Lagerhausstraße zwischen der Großmarkthalle und dem Dreimühlenviertel als künftige Kulturstätte aufgestellt und mit dem Aus- und Umbau begonnen. Die einst für Mai 2017 geplante Eröffnung des Schiffes verzögerte sich wegen der aufwendigen statischen und sicherheitsrelevanten Anforderungen an das Projekt um mehr als ein Jahr. Am 12. Juli 2018 wurde das Schiff auf der Eisenbahnbrücke von Stadträtin Julia Schönfeld-Knor auf den Namen Alte Utting getauft. Nach Abschluss der Um- und Ausbauarbeiten ist das Partyschiff seit dem 26. Juli 2018 täglich geöffnet, und wird vorwiegend als Bar, Restaurant, Diskothek (im Maschinenraum), Kleinkunstbühne und Veranstaltungsort für Konzerte genutzt.  Der Mietvertrag für das Gelände läuft bis 2027. Da sich die Alte Utting als weit über die Stadtgrenzen hinaus bekannte Attraktion etabliert hat, wird von der SPD-Stadtratsfraktion eine dauerhafte Erhaltung der Kultur- und Partylocation im Stadtbezirk Sendling angestrebt.
Das Partyschiff ist immer wieder Gegenstand lokaler, überregionaler und internationaler Berichterstattung. Die New York Times führte die Alte Utting als ein Beispiel für neue „hippe“ Orte des Münchner Nachtlebens an, welche es mit Berlin aufnehmen könnten. Laut Süddeutscher Zeitung ist die Alte Utting „zu einer Art Wahrzeichen“ der Stadt München geworden.

## Abbildungen

Galerie
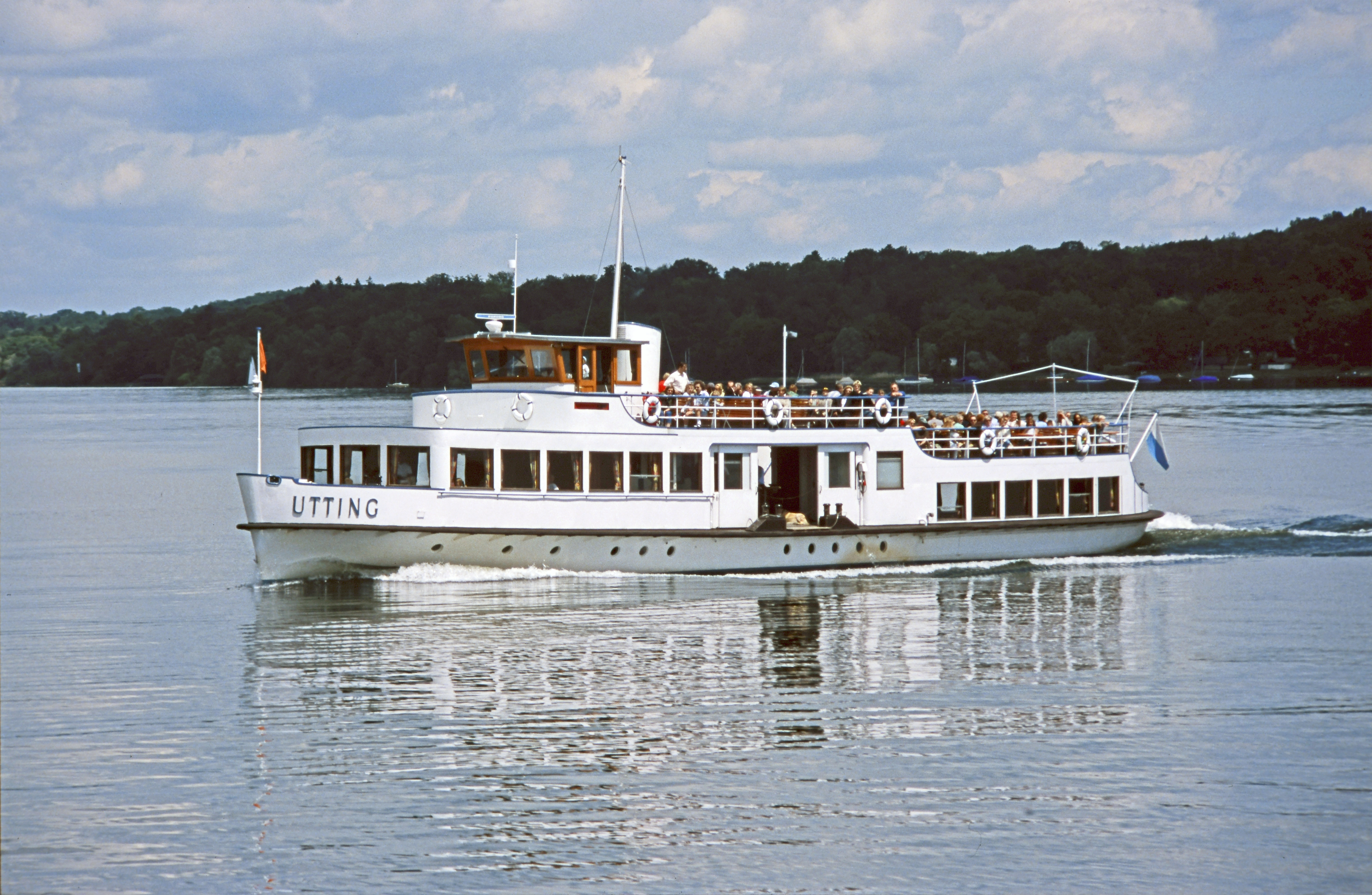
Die MS Utting als Ausflugsschiff auf dem Ammersee (1991)
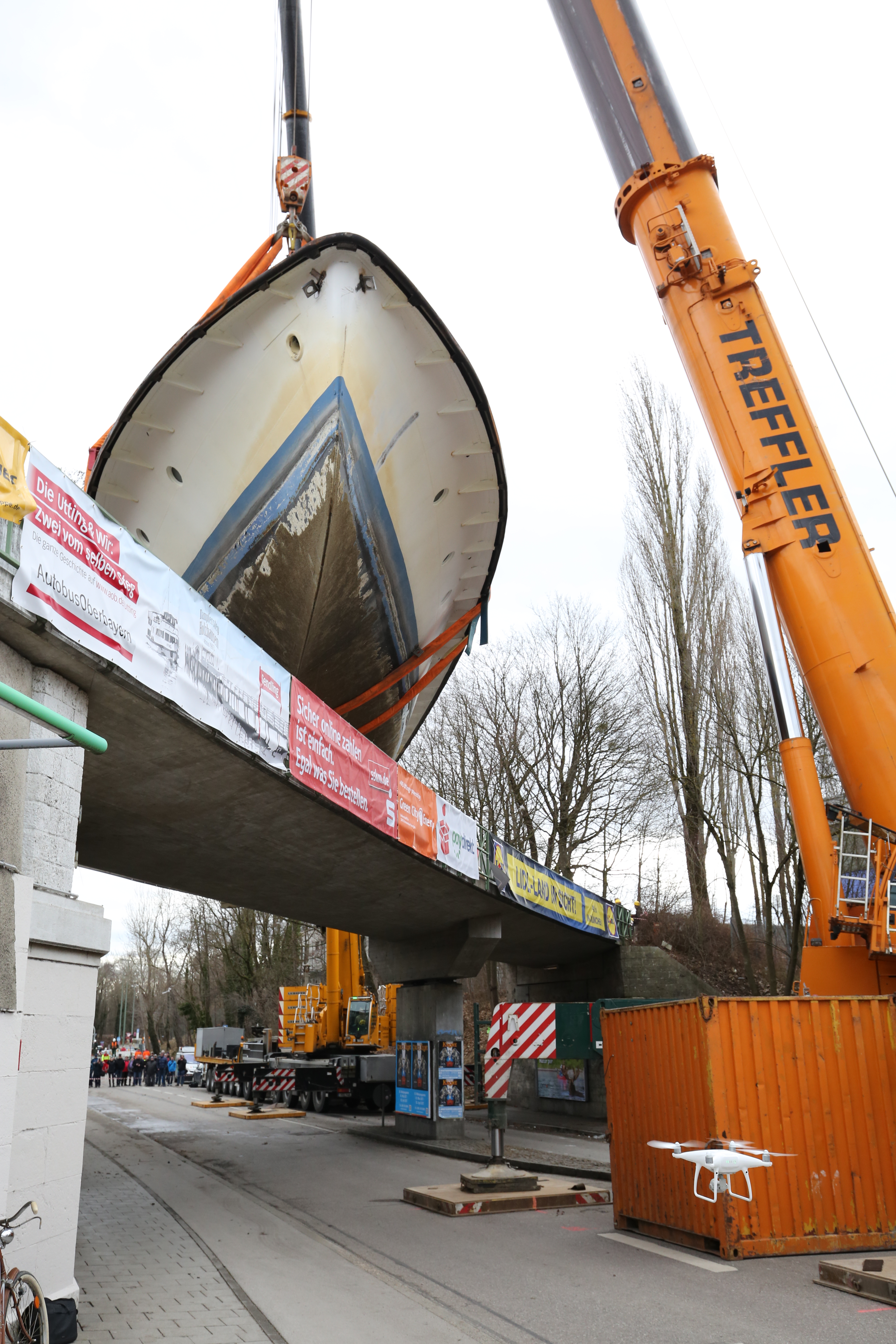
Anheben der Utting (22. Februar 2017)
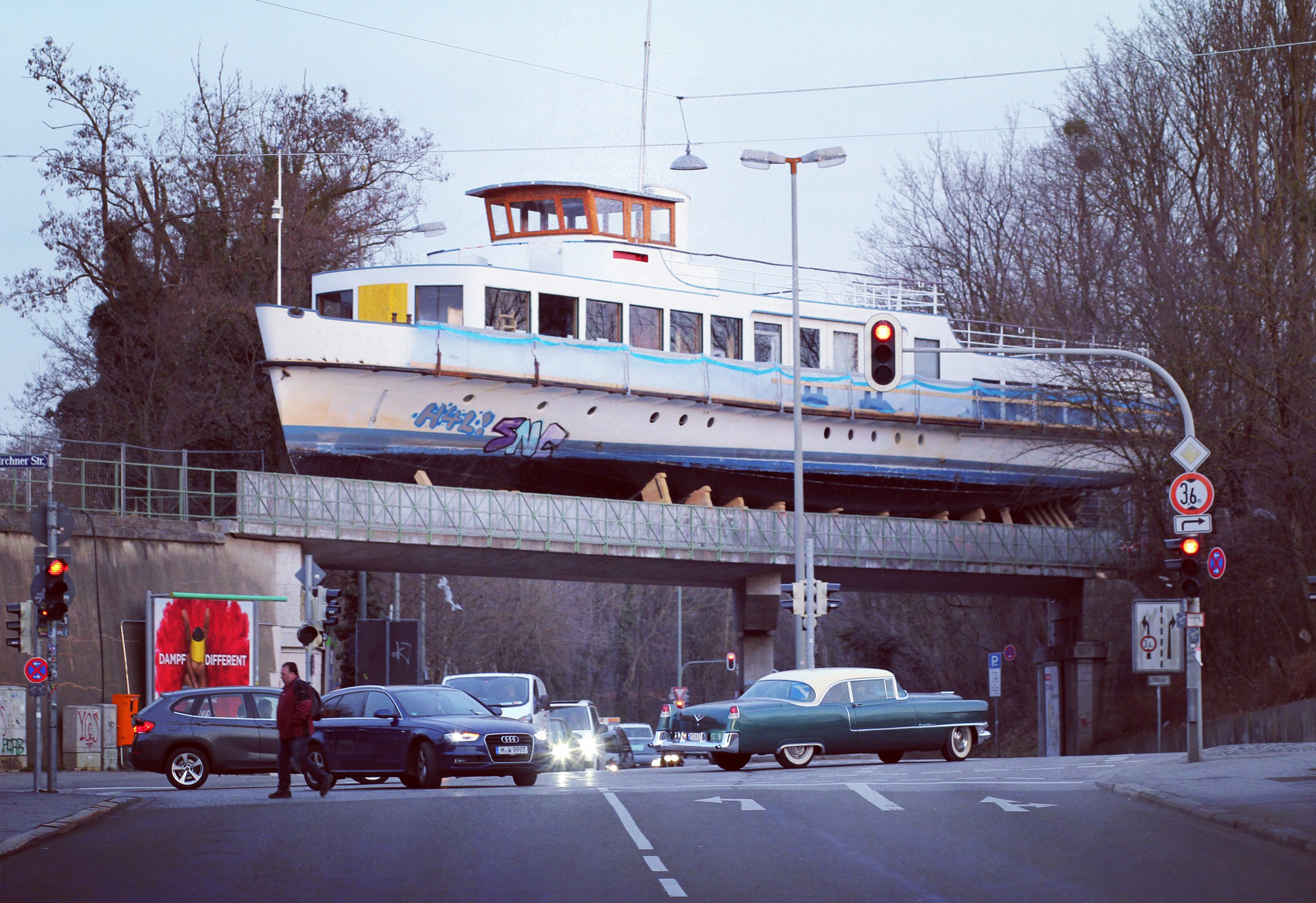
Die MS Utting auf der Eisenbahnbrücke während des Umbaus (März 2017)
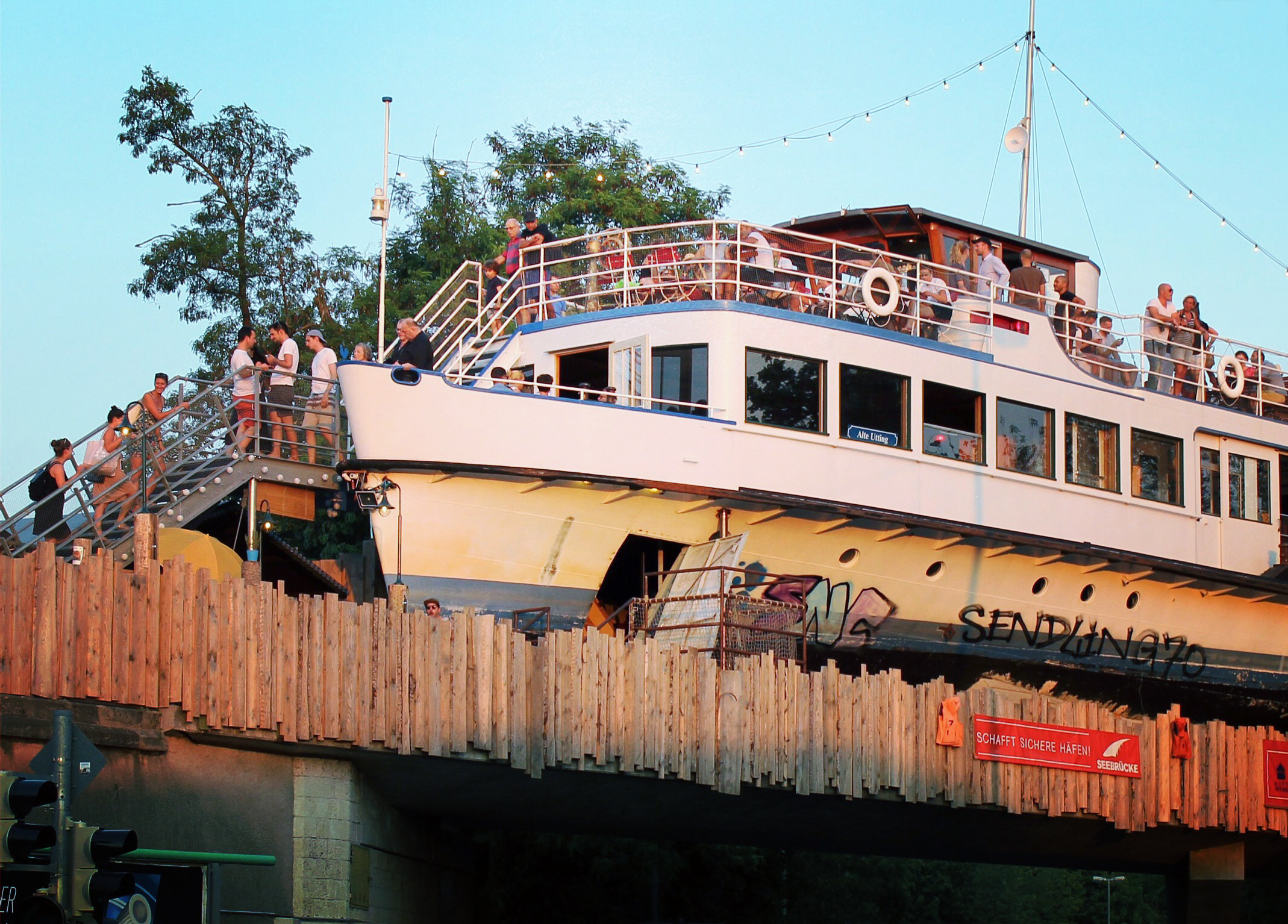
Die Alte Utting mit Partygästen am Tag (August 2018)
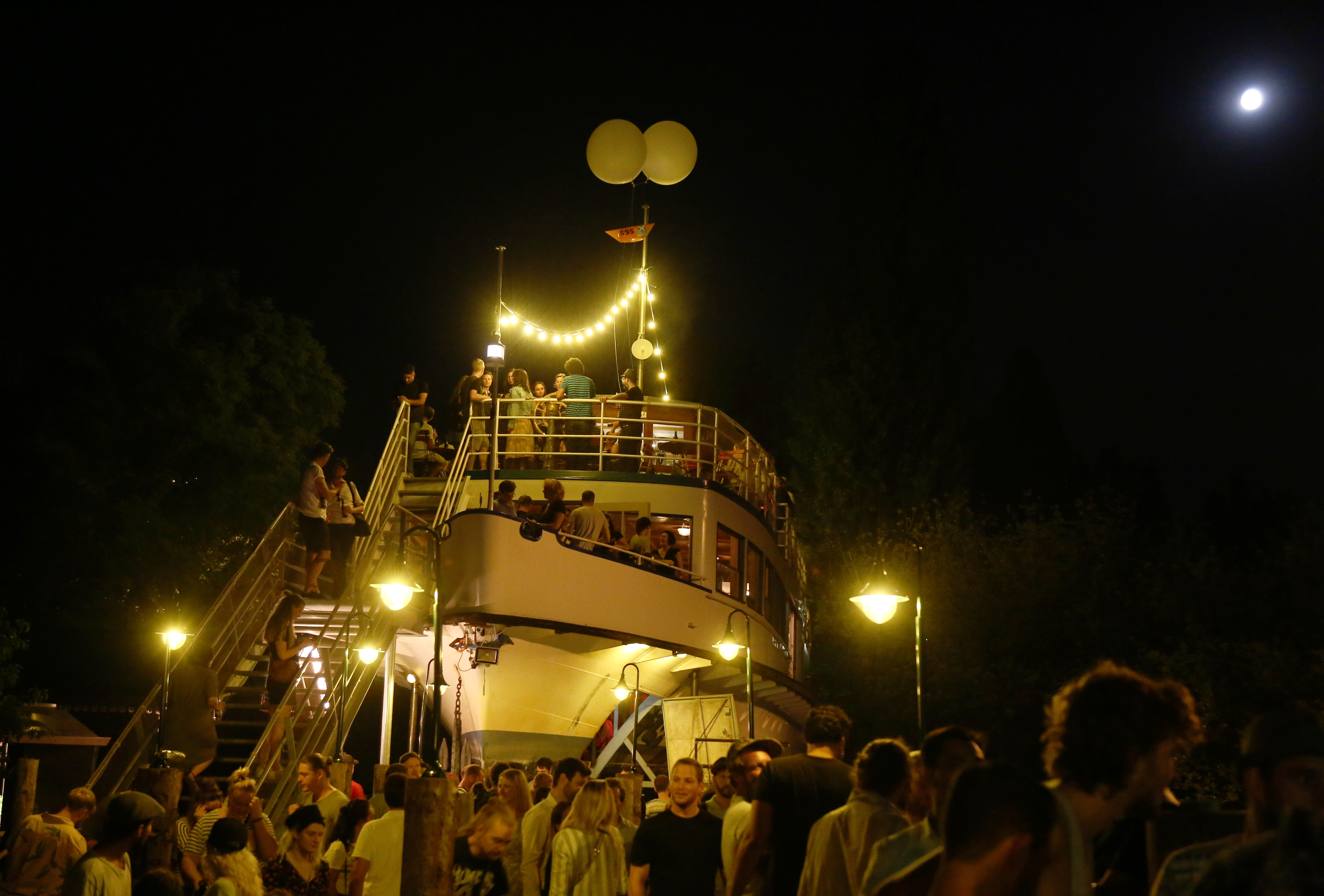
Die Alte Utting am Eröffnungsabend (26. Juli 2018)
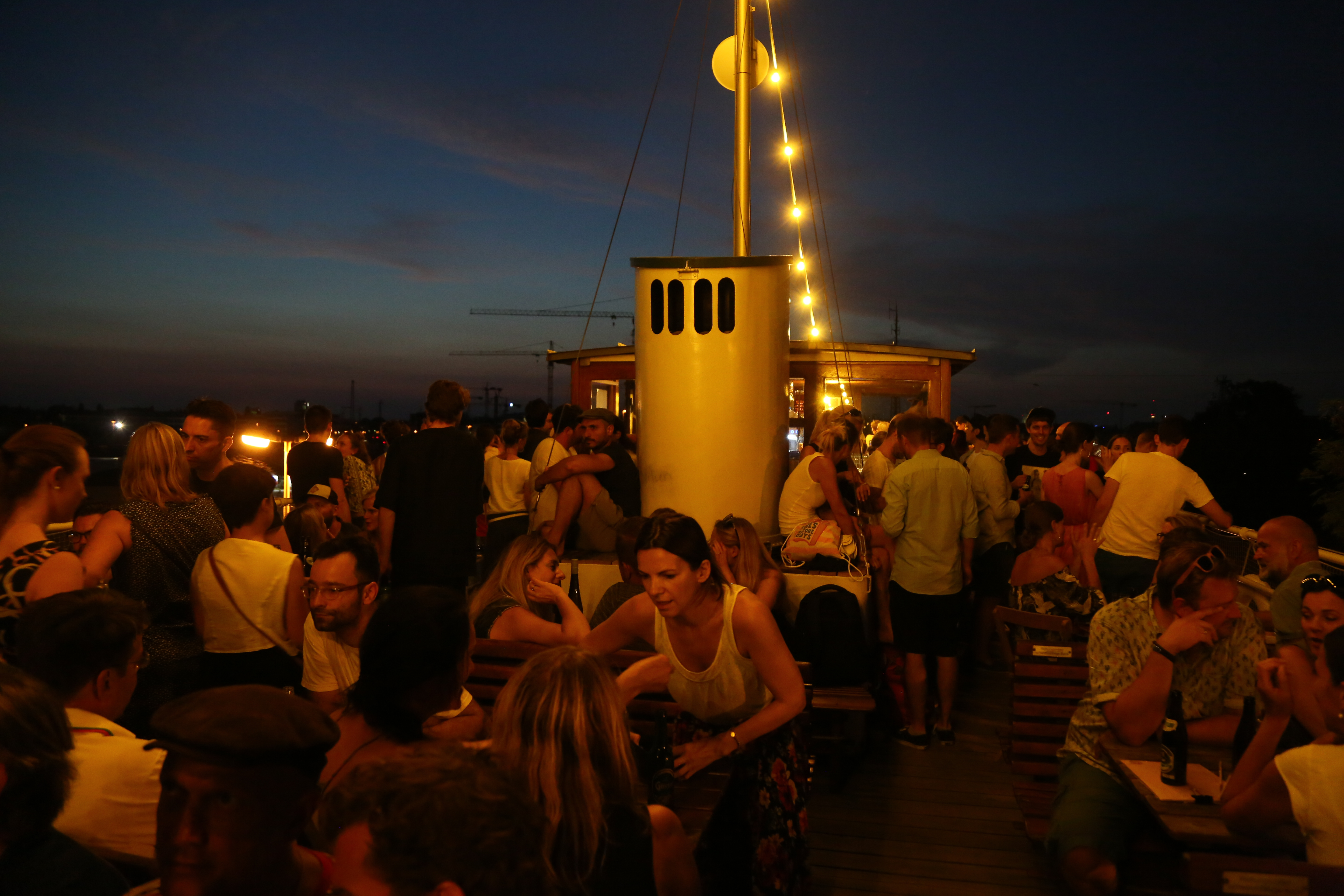
Partygäste auf dem Oberdeck mit abendlicher Aussicht über Sendling
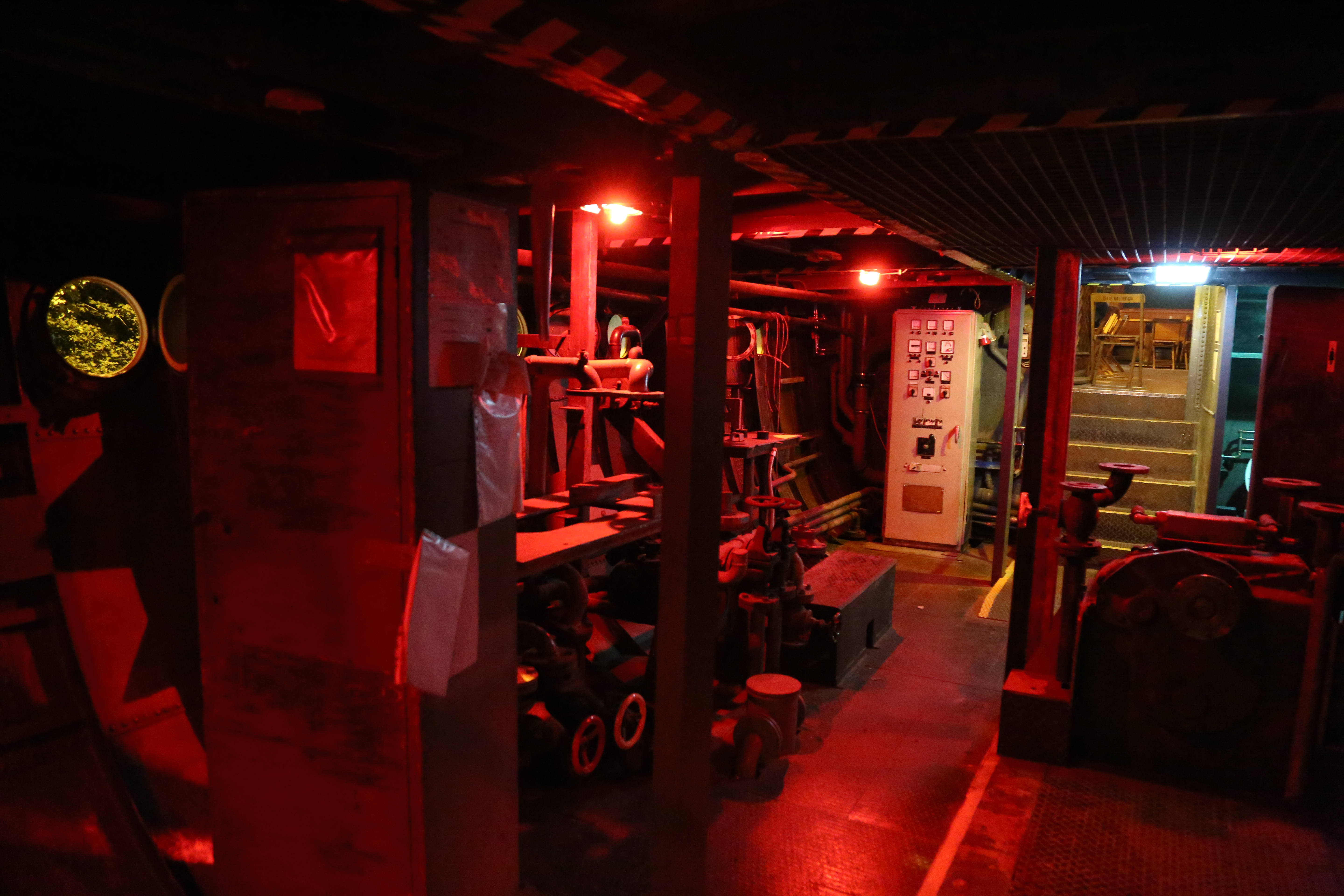
Der als Diskothek und Kleinkunstbühne genutzte Maschinenraum
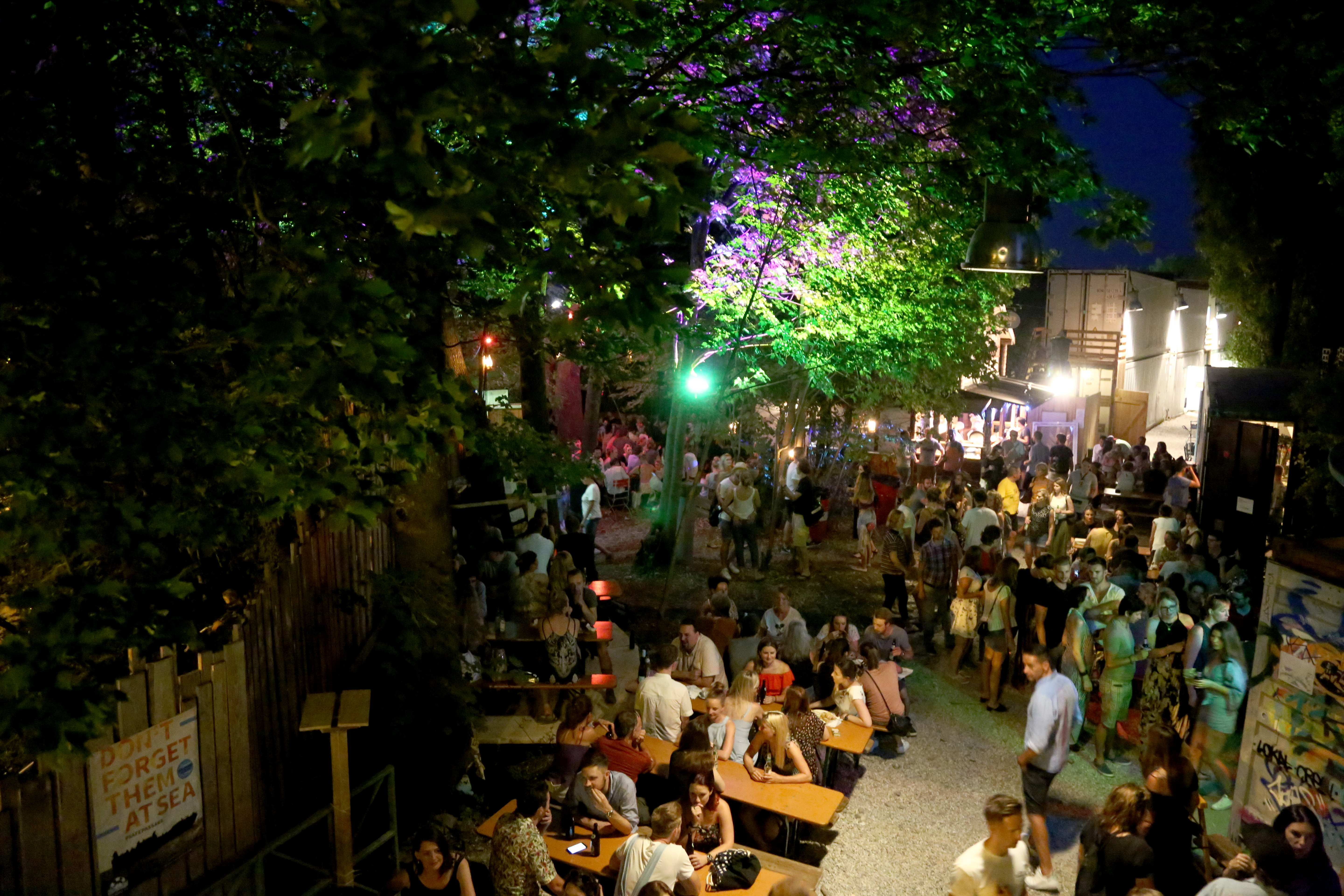
Biergartenbereich und Gastronomie hinter dem Heck des Schiffes
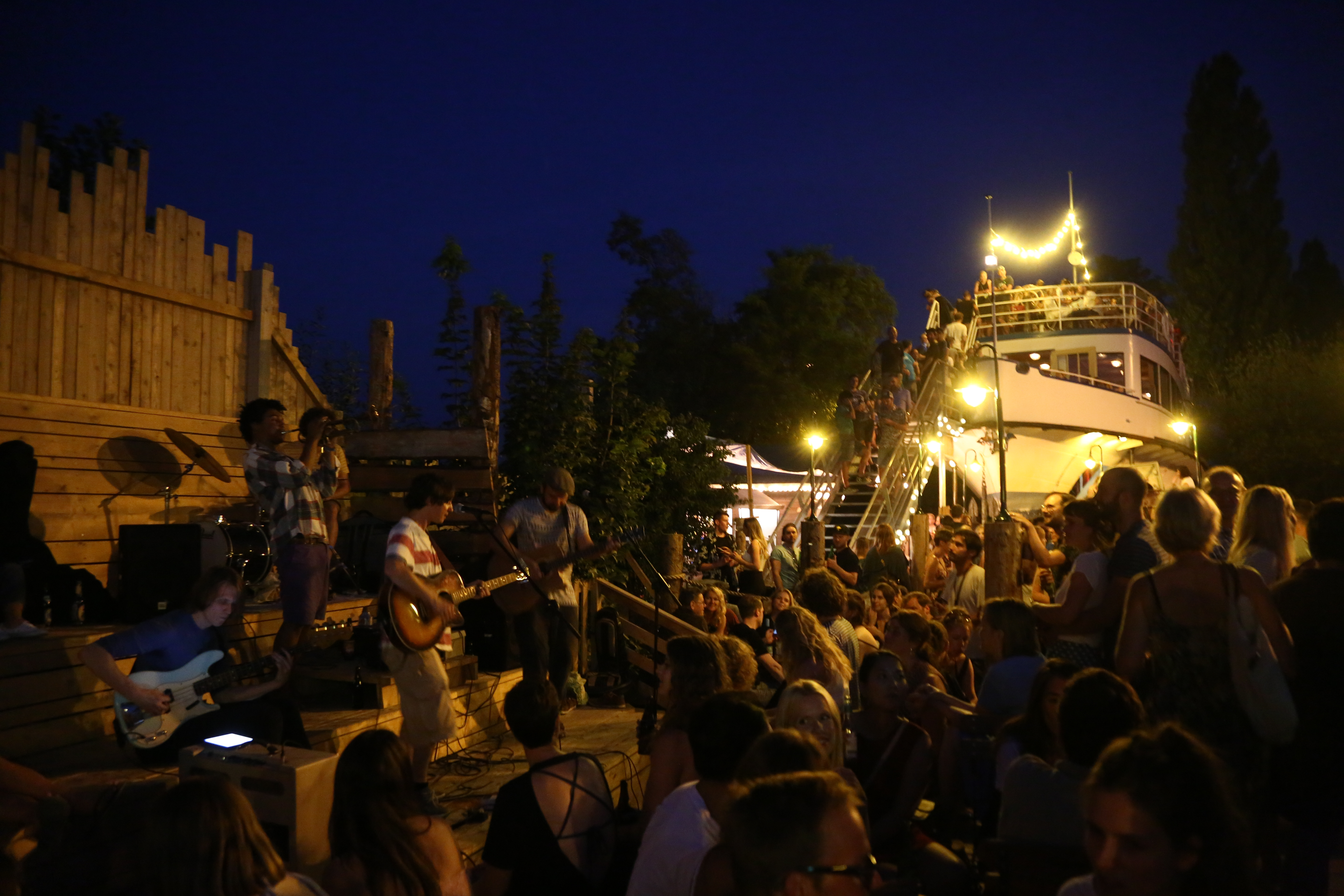
Livekonzert im Biergartenbereich vor dem Bug der Alten Utting